# Lactação induzida
Lactação induzida é o processo pelo qual uma mulher que não gestante estimula a produção de leite para poder amamentar. Esta galactopoiese é a manutenção da produção de leite; fase que requer a prolactina (PRL) e a oxitocina.
Assim, uma mãe adotiva é capaz de amamentar com seu próprio leite a criança.
Essa técnica é usada também por mães LGBT não gestantes, como as que são trans ou estão em relação homoparental.